# Arraial do Rio Vermelho
O Arraial do rio Vermelho localizava-se na praia do rio Vermelho, no atual bairro de mesmo nome, na cidade de Salvador, estado da Bahia, no Brasil.

## História
Em posição dominante sobre a foz do rio Vermelho, a cerca de seis quilômetros a Norte do centro histórico de Salvador, foi deste ponto, no contexto da primeira das Invasões holandesas do Brasil (1624-1625), após a queda de Salvador (maio de 1624), que a resistência luso-espanhola se reorganizou, inicialmente sob a chefia do Governador provisório, bispo D. Marcos Teixeira de Mendonça — que arregimentou cerca de dois mil homens —, e, posteriormente, sob a do Capitão-mor do Recôncavo da Bahia D. Francisco de Moura Rolim, nomeado Governador-Geral em 1625 por seu antecessor Matias de Albuquerque (também oriundo da Capitania de Pernambuco).
Graças a essa resistência, o inimigo invasor foi contido nos limites da Capital.
Este arraial foi, certamente, o entrincheiramento que se considera ter existido anteriormente ao Reduto do rio Vermelho (1711) (BARRETTO, 1940:169).